# 水跳蟲
水跳蟲是彈尾目的一個物種，亦為水跳蟲科現知的唯一一個物種。水跳蟲在全北區中是個很常見的物種。

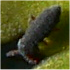
水跳蟲

如其名稱所見，水跳蟲是彈尾目中唯一的水生物種，作為食腐動物終生生活於各式靜水的表面上。水跳蟲的身體是蜷屈的，身高可達1.5公厘，通常是藍灰色的，但有時則幾乎全黑。彈跳的部份很大且扁平，允許其可以在不破壞水面的表面張力下跳躍。